# Barbara Bonney
Barbara Bonney (14 de Abril de 1956) é uma aclamada soprano estadunidense.

## Biografia
Bonney nasceu em Montclair, Nova Jersey. Quando criança ela estudou piano e violoncelo. Quando Bonney tinha treze anos de idade sua família mudou-separa Maine, onde ela fez parte da Orquestra Jovem de Portland, como uma violoncelista. Ela estudou duis anos na Universidade de New Hampshire estudando alemão e música, incluindo canto com Patricia Stedry e na Universidade de Salzburgo onde estudou violoncelo e voz. Enquanto estava lá, ela estudou no Mozarteum.
Em 1979 Bonney associou-se na Ópera de Darmstadt, onde ela fez sua estréia como Anna em Die Lustigen Weiber von Windsor. Nos cinco anos seguintes, ela apareceu em muitas casas da Alemanha e de toda Europa, como no Royal Opera House, Covent Garden e no La Scala de Milão. Ela fez sua estréia no Metropolitan Opera em 1987 em Ariadne auf Naxos (Richard Strauss) como Nyade e sua estréia na Ópera Estatal de Viena aconteceu no mesmo ano como Sofie em Der Rosenkavalier. Desde então ela vem aparecendo nas maiores casas de óperas do mundo e no Festival de Salzburgo.
Atualmente, Bonney é uma membro da Academia Real de Música Sueca. Ela também é professora em Salzburgo. 

## Gravações
- Richard Strauss, Der Rosenkavalier, George Solti, maestro. Kiri Te Kanawa (Marschallin), Anne Howells (Octavian), Aage Haugland (Ochs), Barbara Bonney (Sophie). Kultur DVD D2029